# Georges Grard
Pour l’article ayant un titre homophone, voir George Grard.
Georges Grard, alias Geg, né à Paris en 1961, est un scénariste de bande dessinée, écrivain et éditeur français. Ancien instituteur, il anime sa maison d'édition Grrr...art Éditions depuis 1999.

## Biographie
Avant de devenir instituteur, Georges Grard est passé par le centre de formation de l'AJ Auxerre. Il a eu une courte expérience d'employé de banque avant de devenir instituteur. Georges Grard travaille pour l’Education nationale jusqu'en 2010.
Seduit par ses idées, Pef lui conseille de rencontrer son éditeur mais cela ne débouchera pas. Alors en 1999, il crée GRRR… ART Éditions à Allainville-aux-Bois, dans les Yvelines,. Il publie des abécédaires farfelus (de métiers, d'animaux, d'inventions) puis plusieurs séries de bande dessinée comme Léo et Lu et La Bande à Ed.
En 2007, Aline Pailler met à l'honneur Geg dans son émission sur France Culture Jusqu'à la lune et retour.
Georges Grard a publié une soixantaine d’ouvrages (roman, album jeunesse, conte, humour, pamphlet, théâtre, jeux de société...) et lancé une trentaine d'auteurs.

## Le handicap en bande dessinée
À partir de 2006, il publie La bande à Ed qui obtient le Prix Handi-livre du meilleur ouvrage jeunesse en 2008, une BD familiale qui met en scène de jeunes héros handicapés,.
En juin 2014, il fonde l’Handispensable, mag, un trimestriel de 80 pages traitant  des handicaps. Il en est le directeur et principal rédacteur. Le périodique ActuaLitté met en avant ce journal en publiant : « il n'existait pas encore de magazine à proprement dit « culturel » sur le handicap. Georges Grard [...] a donc relevé le défi ».
La chercheuse française Karine Gros consacre plusieurs communications scientifiques au travail de Georges Grard sur le handicap,,. Elle considère « les bandes dessinées de Georges Grard comme étant les meilleures sur le handicap ». Le chercheur canadien Mouloud Boukala consacre également un article à la série de Georges Grard La bande à Ed.

## Œuvre

### Livres jeunesses
- Georges Grard et Ludovic Joffrain, Alphabet des métiers farfelus, Grrr...Art Édition, 1999, 58 p. (ISBN 9782913574007)
- Il était une fois moi un footballeur, moi une  princesse (7-9 ans). Illustrations de José Jover et Michèle Rimoux (1999)
- Aujourd’hui : promotion (Dès 9 ans) Illustrations de Francis Labarthe (1999)
- Georges Grard et Ludovic Joffrain, Alphabet bêtes farfelues, Grrr...Art, 2000, 64 p. (ISBN 9782913574045)
- Georges Grard et Ludovic Joffrain, Alphabet des inventions farfelues, Grrr...Art, 2003, 60 p. (ISBN 9782913574069)
- Géo et la planète rose (3 à 7 ans) Illustrations d’Alexis Ferrier (2003)
- Toi m’aimes ? (3-6 ans) En collaboration avec Evelyne Bonhomme. Illustrations de Louvenn (2005)
- Géo et la planète noire (3 à 7ans) Illustrations d’Alexis Ferrier (2008)
- Fables bulleuses (à partir de 9 ans et plus si affinités !) Nouvelles, jeux littéraires et poésies (2004)
- Ce qu’il faut… TERRE ! (Dès 7 ans) Illustrations de Julie Petit (2011)
- Georges Grard et Marie Grig, Aux p'tits oignons : Les aventures de Nell la petite sorcière, Allainville-aux-Bois, Grrr...Art, 2011, 73 p. (ISBN 9782913574564)
- Les trois pirates… Escale à Saint Malo (Dès 5 ans) Illustrations de Patrick Bressot (2013)
- Les trois pirates… Sur l’île mystérieuse (Dès 5 ans) Illustrations de Patrick Bressot (2015)
- Dans nos rêves (à partir de 6 ans) Dessins Alain Mathiot (2015)
- Georges Grard et Marie Grig, Au Voleur !, Allainville-aux-Bois/01-Péronnas, Grrr...Art, 2015, 80 p. (ISBN 978-2365920483) Les aventures de Nell, la petite sorcière. Dessins de Marie GRIG (2015)
- L’enfant de la grotte du pont d’Arc (6-9 ans) Dessins Alain Mathiot (2015)[12].

### Bandes-dessinées
- Georges Grard et Jak Lemonnier, On est tous frères/sœurs, Grrr...Art Éditions, 2003, 48 p. (ISBN 978-2913574090)
- Georges Grard et Jak Lemonnier, Au 2nd tour, t. 2, Grrr...Art Éditions, 2003, 48 p. (ISBN 978-2913574144)
- Georges Grard et Jak Lemonnier, Un mois sans toit, t. 3, Grrr...Art Éditions, 2004, 48 p. (ISBN 978-2913574236)
- Georges Grard et Jak Lemonnier, Deux fois parents", t. 4, Grrr...Art Éditions, 2005, 48 p. (ISBN 978-2913574243)
- Georges Grard et Jak Lemonnier, Eux à la Neige, t. 5, Allainville-aux-Bois, Grrr...Art Éditions, 2008, 48 p. (ISBN 978-2913574328) Dessins de JAK (2008)
- Georges Grard et Jak Lemonnier, En plein dans le Nil !, t. 6, Allainville-aux-Bois, Grrr...Art Editions, 2010, 48 p. (ISBN 978-2913574823) Dessins de JAK (2010)
- Georges Grard et Jak Lemonnier, La Bande à Ed, Grrr...Art, 2006, 48 p. (ISBN 9782913574458)
- La bande à Ed tome 2 Tous à Peyrax ! Dessins de JAK (2008)
- Les Cheminotes Dessins de JAK (2009)
- Les 40 Plus grandes qualités des femmes Avec Jean-Jacques Thibaud, dessins de West et El Souiri (2009)
- Georges Grard et Jean-Jacques Thibaud, Les 40 plus grandes qualités des hommes, Grrr...Art, 2009, 40 p. (ISBN 9782913574243) dessins de West et El Souiri
- Foot et moi… dehors !Dessins de Paul Glaudel (2009)
- En direct d’Alzheimer Avec Jean-Jacques Thibaud. Dessins de Robin Guinin (2011)
- La bande à Ed Tome 3 Le Festi’VAL FLEURI Dessins de JAK (2011)
- Georges Grard et Alain Mathiot, Autant en emporte le vent, Allainville-aux-Bois, Grrr...Art, 2011, 55 p. (ISBN 9782913574717)
- Léo et Lu Tome 7 Quoi de neuf ? Moi ! Dessins de JAK (2010)
- Les aventures de Proutman Tome 2 Changement d’air Dessins de Alain MATHIOT
- La bande à Ed Tome 4 Au boulot ![13] Dessins de JAK (2014)
- Les aventures de Proutman Tome 3 L’amour est dans le pet Dessins de Alain MATHIOT
- Souriez, vous êtes guidés !... Sparte, chien guide Dessins Jak (2015)

### Livres d'humour
- Céleste Le premier de nous deux qui rira... Dessins de Michel Pichon (2006)
- Le Mot Tif Humour.  Dessins de JAK (2007 )
- Mes rêves…  rient Pensées Humoristiques, aphorismes… (2005)

### Romans
- Georges Grard, La Dernière Lettre, Allainville-aux-Bois, Grrr...Art, 2007, 127 p. (ISBN 9782913574298)
- Diam en TER Avec André-Bernard Cédaire (2008)
- Y a-t-il un auteur dans la salle ? Avec Bernard Esposito et Anne Fatet-Pilote (2009)
- Georges Grard, Merci Jean Ferrat, Allainville-aux-Bois, Grrr...Art, 2010, 153 p. (ISBN 9782913574854)
- Georges Grard, Tu n'est plus en moi, Allainville-aux-Bois, Grrr...Art, 2011, 101 p. (ISBN 9782913574649)
- Toujours les mêmes… ras le bol des fils de, des copains de et des De ! (2015)

### Contes
- Les contes de la forêt de Rambouillet Ouvrage collectif (Le cerf et le roi ») (2008)
- Contes et légendes d’Eur-et-Loire Ouvrage collectif (L’homme et l’enfant ») (2009)
- Mystères et légendes du Béarn Ouvrage collectif (Le jour où les enfants…») (2010)
- Contes et légendes de Vendée Ouvrage collectif (La Faute ») (2010)
- Contes et légendes des Yvelines Ouvrage collectif (Le Gabiot d’Allainville aux bois ») (2010)
- Contes et légendes de la Région Centre Ouvrage collectif (Le rire du Diable») (2011)

### Jeux
- Les Handispensables Jeu de cartes sur les handicaps, Avec Benoît Carpier (Keski) et des dessins de JAK (2009)
- Jeux à la carte 50 jeux littéraires (mots-valises, rimes, énigmes, périphrases…) Avec Jean-jacques Thibaud (2010)
- Les Différensembles Jeu de connaissances sur les discriminations Avec Jean-Jacques Thibaud (2012)